# إيان مكشين
إيان مكشين (بالإنجليزية: Ian McShane)‏ هو لاعب كرة قدم بريطاني في مركز الوسط، ولد في 20 ديسمبر 1992 في بلزهيل ‏ في المملكة المتحدة. لعب مع كوين أوف ساوث ونادي روس كاونتي.

## وصلات خارجية
- إيان مكشين على موقع قاعدة بيانات كرة القدم.إي يو (الإنجليزية)
- إيان مكشين على موقع Soccerbase.com (لاعب) (الإنجليزية)
- إيان مكشين على موقع Soccerway.com (الإنجليزية)